# Iran aux Jeux olympiques d'hiver de 1964
L'Iran participe aux Jeux olympiques d'hiver de 1964, organisés à Innsbruck en Autriche. Ce pays participe aux Jeux olympiques d'hiver pour la deuxième fois de son histoire. La délégation iranienne, formée de quatre athlètes, ne remporte pas de médaille.

## Résultats

### Ski alpin

#### Hommes
| Athlète                | Épreuve      | Manche de qualification 1 | Manche de qualification 1 | Manche de qualification 2 | Manche de qualification 2 | Manche finale     | Manche finale     | Manche finale     | Rang |
| Athlète                | Épreuve      | Temps                     | Rang                      | Temps                     | Rang                      | Manche 1          | Manche 2          | Total             | Rang |
| ---------------------- | ------------ | ------------------------- | ------------------------- | ------------------------- | ------------------------- | ----------------- | ----------------- | ----------------- | ---- |
| Karim Aga Khan IV      | Slalom       | 1 min 11 s 92             | 67                        | 1 min 01 s 68             | 30                        | N'a pas participé | N'a pas participé | N'a pas participé | 55   |
| Karim Aga Khan IV      | Slalom géant |                           |                           |                           |                           | 2 min 13 s 57     | 2 min 13 s 57     | 2 min 13 s 57     | 53   |
| Karim Aga Khan IV      | Descente     |                           |                           |                           |                           | 2 min 42 s 59     | 2 min 42 s 59     | 2 min 42 s 59     | 59   |
| Feizollah Bandali      | Slalom       | 1 min 05 s 60             | 56                        | 1 min 03 s 80             | 37                        | N'a pas participé | N'a pas participé | N'a pas participé | 62   |
| Feizollah Bandali      | Slalom géant |                           |                           |                           |                           | 2 min 21 s 05     | 2 min 21 s 05     | 2 min 21 s 05     | 65   |
| Feizollah Bandali      | Descente     |                           |                           |                           |                           | 2 min 52 s 44     | 2 min 52 s 44     | 2 min 52 s 44     | 66   |
| Lotfollah Kiashemshaki | Slalom       | 1 min 08 s 47             | 62                        | Disqualifié               | Disqualifié               | N'a pas participé | N'a pas participé | N'a pas participé | —    |
| Lotfollah Kiashemshaki | Slalom géant |                           |                           |                           |                           | 2 min 17 s 11     | 2 min 17 s 11     | 2 min 17 s 11     | 60   |
| Lotfollah Kiashemshaki | Descente     |                           |                           |                           |                           | 2 min 50 s 70     | 2 min 50 s 70     | 2 min 50 s 70     | 65   |
| Ovaness Meguerdounian  | Slalom       | N'a pas terminé           | N'a pas terminé           | 1 min 04 s 38             | 40                        | N'a pas participé | N'a pas participé | N'a pas participé | 65   |
| Ovaness Meguerdounian  | Slalom géant |                           |                           |                           |                           | 2 min 19 s 28     | 2 min 19 s 28     | 2 min 19 s 28     | 64   |
| Ovaness Meguerdounian  | Descente     |                           |                           |                           |                           | 2 min 57 s 10     | 2 min 57 s 10     | 2 min 57 s 10     | 69   |